# Cirkeline i Fandango
Cirkeline i Fandango er en dansk tv-serie fra 2010 af Jannik Hastrup bestående af 20 korte episoder om tegnefilmsfiguren Cirkeline og hendes venner. Serien havde blev udsendt som en del af DR1's Børnetime i 2011. Serien består af minimum 20 afsnit à 6 minutter.

## Afsnit
Blandt afsnittene er:
- "Store bøffer"
- "Hvem sagde vov?"
- "Prinsessen og trolden"
- "En, to, ti"
- "Luftens helte"
- "Mango Fandango
- "Dukken"
- "Cirkeline og Ingolf leger cirkus
- "Bukke Bruse"
- "Kyllingen"
- "Ingolfs fødselsdag"
- "Kastaniedyret"
- "Fantastiske Ingolf"
- "Hokus Pokus"
- "Larven"
- "Trylleri"
- "Kærester"
- "Sove fest"
- "Skildpadden"
- "Cirkus"
- "Eventyr"
- "Fødselsdag"
- "Rødhætte og kaninen"